# Ardisia uregaensis
Ardisia uregaensis är en viveväxtart som beskrevs av A. Taton. Ardisia uregaensis ingår i släktet Ardisia och familjen viveväxter. Inga underarter finns listade i Catalogue of Life.